# Ecatlán
Ecatlán är en ort i Mexiko.   Den ligger i kommunen Jonotla och delstaten Puebla, i den sydöstra delen av landet, 180 km öster om huvudstaden Mexico City. Ecatlán ligger 624 meter över havet och antalet invånare är 710.
Terrängen runt Ecatlán är huvudsakligen kuperad, men åt sydväst är den bergig. Terrängen runt Ecatlán sluttar norrut. Runt Ecatlán är det ganska tätbefolkat, med 207 invånare per kvadratkilometer. Närmaste större samhälle är Olintla, 14,3 km väster om Ecatlán. I omgivningarna runt Ecatlán växer i huvudsak städsegrön lövskog.